# Patrick Joseph Dunne
Patrick Joseph Dunne (* 3. Juni 1891 in Dublin, Irland; † 16. März 1988) war ein irischer römisch-katholischer Geistlicher und Weihbischof in Dublin.

## Leben
Patrick Joseph Dunne empfing am 1. November 1913 die Priesterweihe für das Erzbistum Dublin.
Papst Pius XII. ernannte ihn am 8. August 1946 zum Weihbischof in Dublin und Titularbischof von Nara. Der Erzbischof von Dublin, John Charles McQuaid CSSp, spendete ihm am 11. Oktober desselben Jahres die Bischofsweihe; Mitkonsekratoren waren der Bischof von Ossory, Patrick Collier, und der Bischof von Kildare und Leighlin, Thomas Keogh.
Er nahm an allen vier Sitzungsperioden des Zweiten Vatikanischen Konzils als Konzilsvater teil.
Am 11. Oktober 1979 nahm Papst Johannes Paul II. seinen altersbedingten Rücktritt an.